# 韩璞 (前凉)
韓璞，五胡十六国前涼政治人物。
韓璞在涼州刺史張寔手下担任太府司馬。317年正月，張寔起兵征伐漢國（前趙）时，韓璞与滅寇将軍田齐、撫戎将軍張閬、前鋒督護陰預率一万步卒東进。同時，討虜将軍陳安、安故郡太守賈騫、隴西郡太守吴绍，各率郡兵响应，成为韓璞等人的前驱。出兵前，張寔对韓璞说：“以前我派遣诸将，意志各異，不能同道，以致妨碍作战。我现在将五将的领导权交给你，行動必须一体，希望没有不和的消息传到我的耳朵里。”
韓璞虽然率军挺进南安，却被诸羌部落挡住了去路。两军对峙一百多天，韓璞军粮箭用尽，就杀牛做军粮，分发给将士。韓璞泪流满面地对将士说：“你们想见你们的父母吗？” 大家说想。再问：“你想见妻子和孩子吗？”大家说想。再问：“你想活着回家吗？” 大家的答案都是一样的。最后，韓璞问：“你们愿意听从我的命令吗？”他们都回答：“愿意。” 于是，韓璞鼓舞全军，向敌军发起全面进攻。这时，張閬率领金城军赶到，两军夹击，敌军大败，被杀数千人。韓璞军无法再继续前进，只得折返。
319年正月，割据上邽的南陽王司馬保遭陈安袭击，逃往祁山。韓璞奉張寔之命，率领五千步騎前去救援司馬保。于是，陈安撤军退保綿諸，司馬保得以返回上邽。
320年六月，張寔去世，其弟张茂继位。322年十二月，韓璞奉张茂之命，出征陇西、南安一带，攻克各地，設置了秦州而回军。
323年八月，前赵皇帝劉曜自陇上西进，攻入涼州，派将軍劉咸攻打守卫冀城的韓璞。张茂派平虜将軍陳珍率领步骑一千八百前去救援韓璞，陳珍大败前赵军，收复南安。
324年五月，张茂去世，其侄張駿继位。327年五月，韓璞奉張駿之命，与武威郡太守竇濤、金城郡太守張閬、武興郡太守辛岩、揚烈将軍宋輯率领数万精兵，征伐前赵秦州诸郡。劉曜派遣其子南陽王劉胤迎击，驻守狄道城，枹罕護軍辛晏请求救援。七月，韓璞、辛岩救援枹罕，进驻沃干岭。辛岩主張速战速决，韓璞判断前赵身后有后赵，敌军难以持久战斗，于是采取持久战的战略。十月，经过七十多天的对峙，军粮告罄，韓璞派辛岩从金城运粮。劉胤听说后，将三千親御郎（由公卿以下子弟勇敢者组成的军队）交给冠軍将軍呼延那奚，切断糧道，劉胤自己则率领三千名骑兵攻打沃干岭，击败了辛岩。
劉胤渡河，攻打韓璞的大营，韓璞军彻底溃散。劉胤乘胜追击，渡河攻克令居，杀戮两万人。当他们进军振武时，河西百姓大为震动，張閬、辛晏率数万士兵投降了前趙。就这样，張駿失去了黄河以南的土地。韓璞面縛谢罪时，張駿说：“这是孤的罪过，将军怎能被羞辱？”并没有问他的罪。